# Cyrtacanthacridinae
A Cyrtacanthacridinae az egyenesszárnyúak (Orthoptera) rendjében a sáskafélék (Acrididae) családjának egyik alcsaládja egyetlen nemzetséggel és mintegy negyedszáz, nemzetségbe nem sorolt nemmel.

## Rendszertani felosztása
- Cyrtacanthacridini nemzetség 8 nemmel

Nemzetségbe nem sorolt nemek:
- Acanthacris
- Acridoderes
- Adramita
- Armatacris
- Austracris
- Bryophyma
- Caledonula
- Callichloracris
- Chondracris
- Congoa
- Cristacridium
- Finotina
- Gowdeya
- Halmenus
- Hebridea
- Kinkalidia
- Kraussaria
- Mabacris
- Nichelius
- Ootua
- Ordinacris
- Ornithacris
- Pachynotacris
- Parakinkalidia
- Ritchiella
- Taiacris